# Amance (Aube)
Amance és un municipi francès situat al departament de l'Aube i a la regió del Gran Est. L'any 2007 tenia 253 habitants.

## Demografia

### Població
El 2007 la població de fet d'Amance era de 253 persones. Hi havia 98 famílies de les quals 30 eren unipersonals (19 homes vivint sols i 11 dones vivint soles), 34 parelles sense fills, 23 parelles amb fills i 11 famílies monoparentals amb fills.
La població ha evolucionat segons el següent gràfic:
Habitants censats

### Habitatges
El 2007 hi havia 124 habitatges, 103 eren l'habitatge principal de la família, 17 eren segones residències i 4 estaven desocupats. 121 eren cases i 2 eren apartaments. Dels 103 habitatges principals, 76 estaven ocupats pels seus propietaris, 24 estaven llogats i ocupats pels llogaters i 4 estaven cedits a títol gratuït; 1 tenia una cambra, 8 en tenien dues, 15 en tenien tres, 27 en tenien quatre i 53 en tenien cinc o més. 82 habitatges disposaven pel capbaix d'una plaça de pàrquing. A 46 habitatges hi havia un automòbil i a 39 n'hi havia dos o més.

### Piràmide de població
La piràmide de població per edats i sexe el 2009 era:
| Homes | Edats   | Dones |
| ----- | ------- | ----- |
| 0     | 95 o +  | 0     |
| 0     | 90 a 94 | 0     |
| 4     | 85 a 89 | 0     |
| 4     | 80 a 84 | 4     |
| 4     | 75 a 79 | 12    |
| 4     | 70 a 74 | 0     |
| 8     | 65 a 69 | 4     |
| 4     | 60 a 64 | 8     |
| 12    | 55 a 59 | 8     |
| 12    | 50 a 54 | 4     |
| 12    | 45 a 49 | 4     |
| 4     | 40 a 44 | 8     |
| 12    | 35 a 39 | 4     |
| 4     | 30 a 34 | 12    |
| 12    | 25 a 29 | 12    |
| 4     | 20 a 24 | 4     |
| 0     | 15 a 19 | 4     |
| 12    | 10 a 14 | 0     |
| 0     | 5 a 9   | 8     |
| 4     | 0 a 4   | 24    |

## Economia
El 2007 la població en edat de treballar era de 151 persones, 110 eren actives i 41 eren inactives. De les 110 persones actives 104 estaven ocupades (62 homes i 42 dones) i 6 estaven aturades (3 homes i 3 dones). De les 41 persones inactives 18 estaven jubilades, 10 estaven estudiant i 13 estaven classificades com a «altres inactius».

### Ingressos
El 2009 a Amance hi havia 107 unitats fiscals que integraven 258,5 persones, la mediana anual d'ingressos fiscals per persona era de 17.873 €.

### Activitats econòmiques
Dels 10 establiments que hi havia el 2007, 1 era d'una empresa de fabricació de material elèctric, 3 d'empreses de fabricació d'altres productes industrials, 1 d'una empresa de construcció, 1 d'una empresa de comerç i reparació d'automòbils, 1 d'una empresa de transport, 2 d'empreses d'hostatgeria i restauració i 1 d'una empresa immobiliària.
Dels 3 establiments de servei als particulars que hi havia el 2009, 1 era un taller de reparació d'automòbils i de material agrícola, 1 fusteria i 1 restaurant.
L'únic establiment comercial que hi havia el 2009 era una floristeria.
L'any 2000 a Amance hi havia 11 explotacions agrícoles que ocupaven un total de 644 hectàrees.

## Equipaments sanitaris i escolars
El 2009 hi havia 2 escoles maternals integrades dins d'un grup escolar amb les comunes properes formant una escoles disperses i 1 escola elemental.

## Poblacions més properes
El següent diagrama mostra les poblacions més properes.